# Granica (powiat pruszkowski)
Granica – wieś w Polsce, położona w województwie mazowieckim, w powiecie pruszkowskim, w gminie Michałowice. 
Wieś ma status osiedla.
Wieś szlachecka  Granice położona była w drugiej połowie XVI wieku w powiecie błońskim ziemi warszawskiej województwa mazowieckiego. W latach 1975−1998 miejscowość administracyjnie należała do województwa warszawskiego. 
Wraz z Komorowem tworzyła jednostkę pomocniczą gminy – osiedle Komorów-Granica. Obecnie miejscowość liczy 1 991 mieszkańców (według danych z 2011), co stanowi 11,8% wszystkich mieszkańców gminy Michałowice. W 2011 roku odzyskała status jednostki pomocniczej gminy, jako Osiedle Granica. Graniczy bezpośrednio z Komorowem, Pruszkowem i Nową Wsią. Przeważa zabudowa jednorodzinna. Na dawnych terenach rolnych powstają nowe osiedla domów wolnostojących. Przez miejscowość przebiega droga powiatowa – ul. Pruszkowska – łącząca Pruszków z Nadarzynem.
W Granicy znajduje się osada z czasów wczesnośredniowiecznych. Odkryto dna chat, studnie, szczękę konia lub krowy, dymarkę i gliniane naczynia.
Na terenie Granicy znajduje się Zespół Szkolno Przedszkolny przy ulicy Głównej. W roku 2017 wybudowano Gminne Centrum Sportu w Granicy przy ulicy Nowogranickiej.
Istnieje także plac zabaw dla dzieci „Granicka Polanka” oraz świetlica osiedlowa „Granicka Zatoka Kultury”. 
Brak danych o dokładnej dacie założenia Granicy. W 1827 roku wieś liczyła 7 domów, zamieszkanych przez 52 mieszkańców.